# Henryk Krok-Paszkowski
Henryk Krok-Paszkowski, poljski general, * 1. april 1887, † 7. april 1969.